# Melvin Walker
Melvin Walker (Estados Unidos, 27 de abril de 1914-9 de noviembre de 2000) fue un atleta estadounidense especializado en salto de altura, prueba en la que llegó a ser plusmarquista mundial durante casi cuatro años, desde el 12 de agosto de 1937 al 17 de junio de 1941, con un salto de 2.09 metros.

## Carrera deportiva
El 12 de agosto de 1937 en la ciudad sueca de Malmö logró saltar por encima de 2.09 metros, superando en 2 centímetros el récord que poseían sus compatriotas Cornelius Johnson y Dave Albritton desde el 12 de julio de 1936. La marca de Walker no fue sobrepasada hasta casi cuatro años después, el 17 de junio de 1941, cuando el también estadounidense Lester Steers saltó sobre 2.11 metros.